# Calcitonine

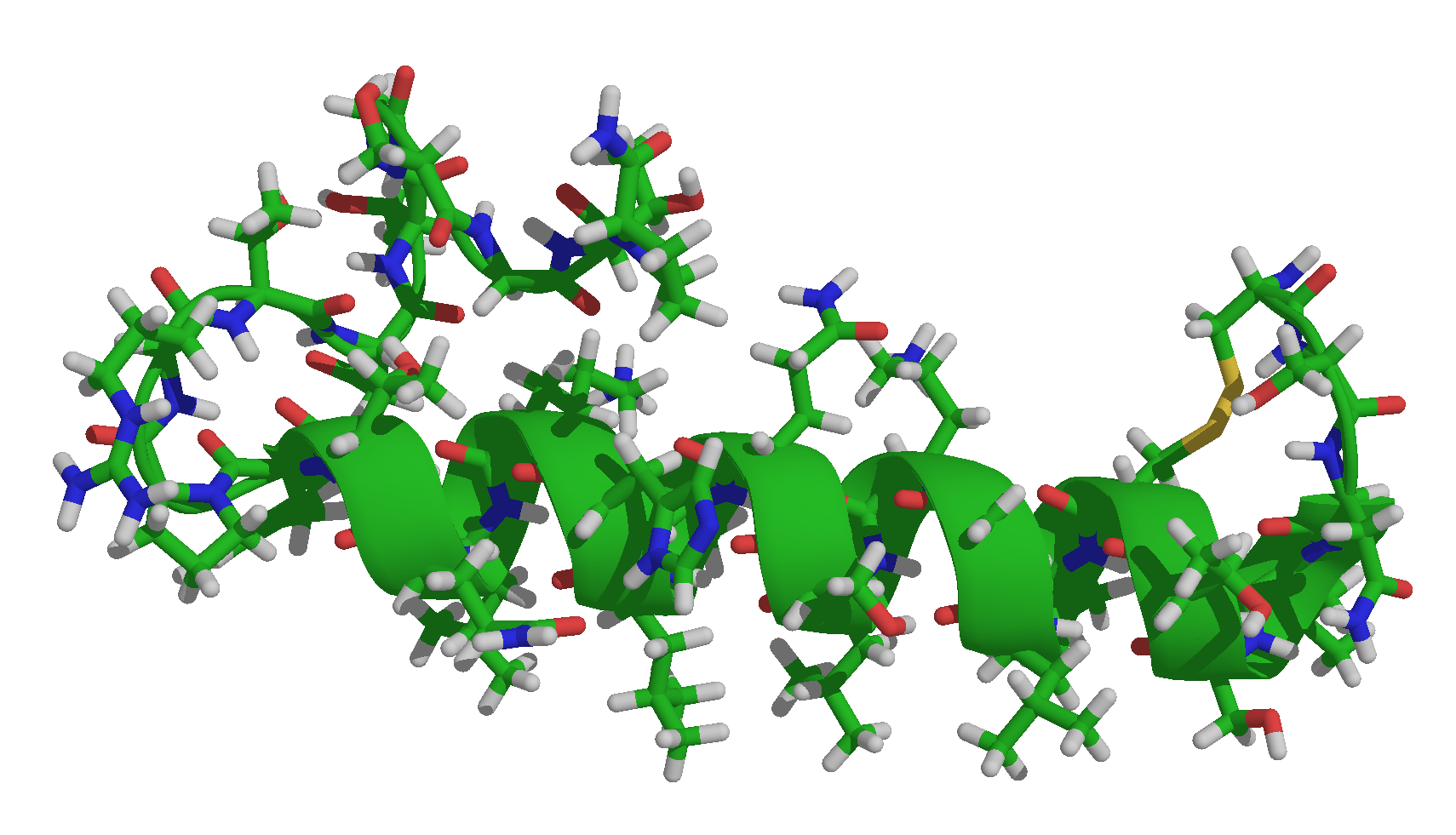
3D-structuur van zalm calcitonine

Calcitonine is een hormoon met een lineaire polypeptidestructuur met 32 aminozuren en een molmassa van circa 3700 D, ontdekt in 1962 door D.H. Copp en B. Cheney.
Dit hormoon komt voor bij vissen, reptielen, vogels en zoogdieren. Aanvankelijk werd verondersteld dat het door de bijschildklier werd geproduceerd, maar later bleek de schildklier de bron te zijn. Bij zoogdieren wordt het geproduceerd in de parafolliculaire cellen (ook bekend als de C-cellen) in het stroma rondom de follikels van de schildklier; bij de andere gewervelde dieren in het corpus ultimobranchiale (Glandula ultimobranchialis), een klein endocrien orgaan in de nek..

## Werking
Calcitonine remt de afbraak van botweefsel. De productie en uitstorting van calcitonine wordt bevorderd door hoge calciumconcentraties in het bloed, die onder meer het gevolg kunnen zijn van botnecrose door osteoporose. Door zijn afscheiding reduceert het de calciumionen (Ca2+) in het bloed als tegenhanger van de effecten van het parathormoon (PTH) en verlaagt aldus de calciumspiegel van het bloed. Calcitonine wordt eveneens gestimuleerd door gastrine, een hormoon dat de maagzuurproductie bevordert, en door pentagastrine, een synthetische polypeptide. Ook remt calcitonine de lactatie.
Calcitonine werkt op volgende specifieke wijze in op de bloedspiegel :
- remt de Ca2+ absorptie door de ingewanden
- remt de activiteit van osteoclasten in het beendergestel.
- remt de reabsorptie van fosfaten in de nierbuisjes
- remt de reabsorptie van Ca2+ en Mg2+ in de nierbuisjes.

Dit zijn vooral effecten die gezien worden bij dierexperimenten. In de mens lijkt calcitonine echter een kleine rol te spelen in de calciumhomeostase.

## Bepaling
Calcitonine kan bepaald worden in een klinisch chemisch laboratorium. Het wordt vooral bepaald bij een verdenking op schildklierkanker. Calcitonine kan namelijk verhoogd zijn bij een medullair schildkliercarcinoom. Calcitonine wordt ook gebruikt als tumormarker om kanker bij mensen met een medullair schildkliercarcinoom op te sporen. Tevens wordt het aangevraagd in verband met vroegtijdige opsporing van MTC bij patiënten met familiaire belasting (MEN type 2A en 2B).
Er wordt vaker een stimuleringstest verricht:
- pentagastrinetest
- calciumtest

Sommige andere vormen van kanker, buiten de schildklier, kunnen ook calcitonine produceren (ectopisch productie). Voorbeelden hiervan zijn longkanker, carcinoïd, melanoom, feochromocytoom, pancreas-, borst- en prostaatkanker.

## Verhoogd risico op kanker
Op 23 augustus 2012 publiceerde het Nederlandse College ter Beoordeling van Geneesmiddelen een waarschuwing. Langdurig gebruik liet een dosisafhankelijk risico zien op het ontstaan van kanker.